# William Gropper
Pour les articles homonymes, voir Gropper.
William Victor « Bill » Gropper, né le 3 décembre 1897 à New York et mort le 3 janvier 1977 à Manhasset, est un caricaturiste américain peintre, lithographe et muraliste. Radical engagé, Gropper est surtout connu pour le travail politique qu'il a contribué à des publications de gauche telles que The Revolutionary Age, The Liberator, New Masses, The Worker et The Morning Freiheit.

## Biographie
Gropper, né de Harry et Jenny Gropper à New York, est l'aîné de six enfants. Ses parents sont immigrants juifs de Roumanie et d'Ukraine, qui sont tous deux employés dans l'industrie du vêtement de la ville, vivant dans la pauvreté dans le Lower East Side de New York. Sa mère travaille durement à la tâche en cousant à la maison. Harry Gropper, le père de Bill, a fait des études universitaires et parle couramment 8 langues, mais ne trouve pas d'emploi en Amérique dans un domaine qui lui convient. Cet échec du système économique américain à utiliser correctement les talents de son père a contribué sans doute à l'antipathie de William Gropper envers le capitalisme durant toute sa vie.
L'aliénation de Gropper est accentuée lorsque, le 25 mars 1911, il perd sa tante préférée dans l'incendie de l'usine Triangle Shirtwaist, un désastre résultant de portes verrouillées et de sorties inexistantes dans un atelier de misère de New York. Ce jour-là, quelque 146 travailleurs brûlent ou se défenestrent dans ce qui est la plus grande catastrophe humaine de New York avant les attaques terroristes du 11 septembre 2001.
L'intérêt de Gropper pour l'art commence dès son plus jeune âge. Dès l'âge de six ans, il ajoute de la craie sur les trottoirs, décorant le béton avec des histoires de cow-boys et d'Indiens qui s'étendent tout autour du pâté de maisons. Enfant, sur le chemin de l'école, Gropper a l'habitude de trimballer les paquets des pièces de couture de sa mère dans les ateliers de misère où elle travaille.
À l'âge de 13 ans, Gropper suit ses premières leçons d'art à l' école radicale Ferrer, où il étudié avec George Bellows et Robert Henri.
En 1913, Gropper obtient son diplôme de l'école publique, une médaille en art et une bourse d'études à la National Academy of Design. Cependant, Gropper, qui a une volonté de fer, refuse de se conformer à l'académie et est ensuite exclu. Il tente d'aller au lycée cet automne là, mais les finances l'en empêche et il est contraint de chercher du travail pour aider sa famille. Il travaille comme assistant dans un magasin de vêtements, gagnant 5 $ par semaine.
En 1915, Gropper montre un portfolio de son travail à Frank Parsons, le directeur de la New York School of Fine and Applied Arts. Le travail impressionne tellement Parsons que Gropper se voit offrir une bourse d'études pour l'école. Gropper continue à travailler à temps partiel pour un salaire restreint dans le magasin de vêtements tout en poursuivant sa formation artistique. Au cours des deux années suivantes, Gropper est reconnu et récompensé pour son travail.
En 1917, Gropper se voit offrir un poste au sein du New York Tribune, où il  gagne un revenu régulier pendant plusieurs années en faisant des dessins pour les articles spéciaux du journal du dimanche. À cette époque, Gropper, politiquement radical, est entraîné dans l'entourage d'artistes originaux et innovants autour du mensuel new-yorkais de gauche, The Masses. Après l'interdiction de The Masses de l'US Mail en 1917, en raison de son anti-militarisme inébranlable, Gropper rejoint des artistes comme Robert Minor, Maurice Becker, Art Young, Lydia Gibson, Hugo Gellert et Boardman Robinson pour contribuer à son successeur, The Liberator.
Gropper contribue par son art à The Revolutionary Age, un hebdomadaire socialiste révolutionnaire édité par Louis C.Fraina et (dans des numéros ultérieurs) John Reed, une publication qui précède de peu la création du Parti communiste américain, ainsi qu'au The Rebel Worker, un magazine des Industrial Workers of the World, un syndicat anarcho-syndicaliste.

### Gropper comme artiste radical

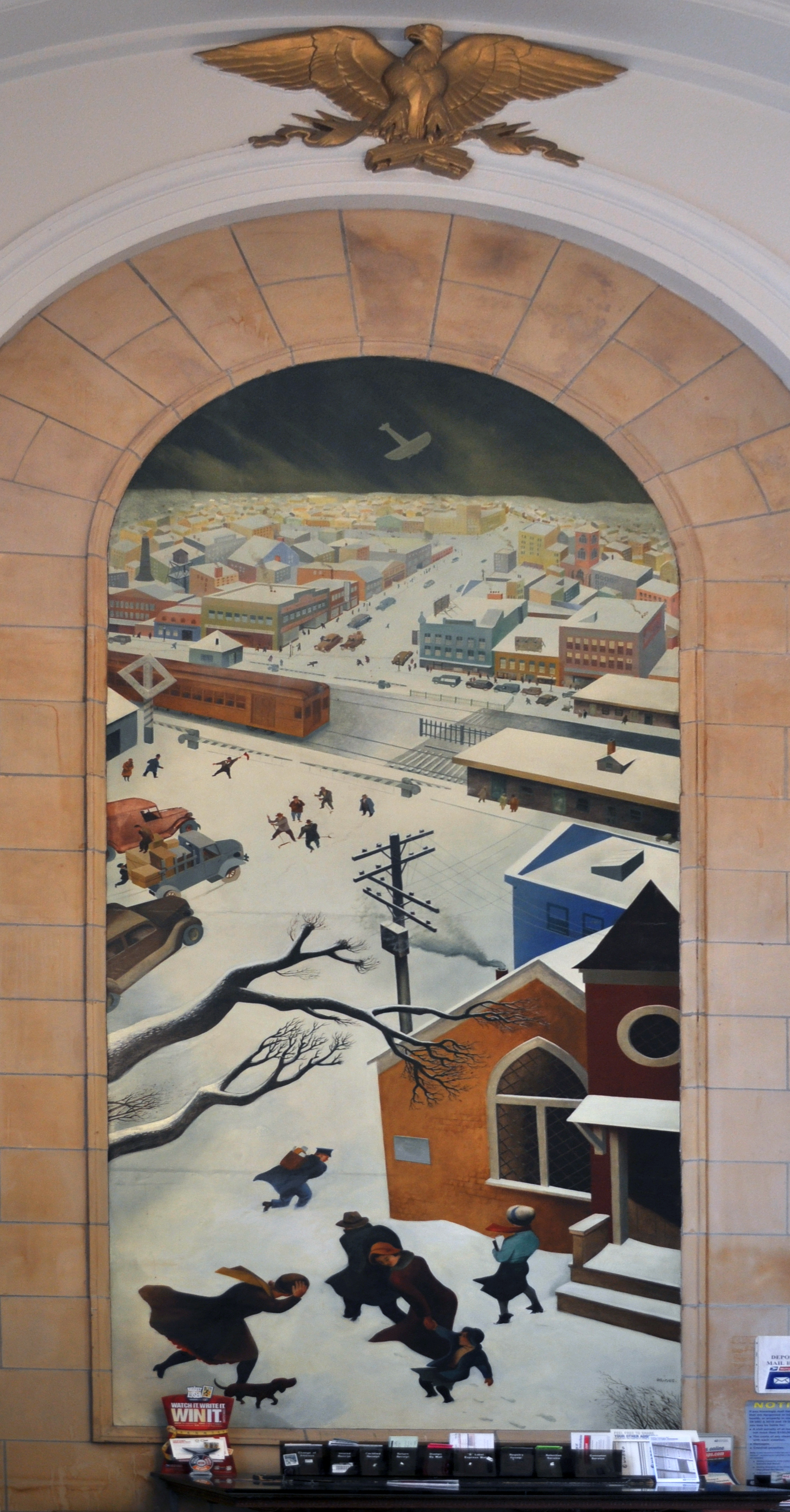
William Gropper, Suburban Post in Winter (1938), United States Post Office, Freeport, New York.

En 1920, Gropper se rend brièvement à Cuba en tant que graisseur sur un bateau de marchandises de l'United Fruit Company. Il quitte le navire à Cuba et passe un certain temps à observer la vie et à travailler comme superviseur sur un chantier de construction ferroviaire. Il est cependant contraint de rentrer chez lui plus tôt que prévu, en raison de la maladie terminale de son père.
En janvier 1921, le rédacteur en chef Max Eastman fait officiellement de Gropper un collaborateur spécial et un membre du personnel du The Liberator. Son passage à la publication n'est cependant pas harmonieux, car beaucoup d'artistes et d'écrivains non payés et sous-payés en veulent beaucoup à Eastman, qui perçoit un salaire relativement opulent de 75 dollars par semaine pour, comme Gropper s'en souviendra plus tard, « s'allonger sur un canapé et composer de la poésie et lire des livres ». Un petit putsch est finalement court-circuité par la propre détermination d'Eastman à abandonner son poste pour se rendre en Russie soviétique en 1922, une décision sans doute accélérée par les malheurs financiers croissants du magazine. Floyd Dell prend la direction de la rédaction pendant environ un an, et la publication est bientôt placée sous l'égide financière et éditoriale du Parti communiste dans le cadre d'une prise de contrôle amicale vers la fin de cette année-là.
En août 1921, Bill Gropper épouse Gladys Oaks, elle-même contributrice à The Liberator. Le mariage s'avère court et mouvementé, marqué par la collaboration du couple à la réalisation d'un livre de vers et de dessins intitulé Chinese White, publié en 1922. (Selon Whittaker Chambers, China White réussi à obtenir son propre dépôt lors d'un concours national de poésie en 1923.) Au début de 1924, Gladys s'engage avec un autre homme et le couple décide de se séparer.
Au début des années 1920, Gropper contribue en tant que pigiste à des magazines grand public tels que The Bookman (pour lequel il dessine des caricatures d'auteurs), le magazine libéral The Dial et New Pearson's Magazine de Frank Harris.
À l'automne 1924, Bill Gropper épouse sa deuxième femme, la bactériologiste Sophie Frankle. Ensemble, ils construisent une maison en pierre de neuf pièces à Croton-on-Hudson (New York), où ils élèvent leur famille. Peu de temps après leur mariage, le couple passe un an en Union soviétique, où Gropper est brièvement employé dans le journal du Parti communiste de l'Union, Pravda.
Malgré ses contributions à une vaste gamme de publications communistes, Gropper n'a jamais été officiellement membre du Parti communiste américain.
En 1927, Gropper fait un voyage en Russie soviétique avec les romanciers Sinclair Lewis et Theodore Dreiser pour célébrer le dixième anniversaire de la révolution russe.
En 1930, il publie son seul roman graphique intitulé Alay-Oop qui raconte la vie de trois artistes de cirque.
Durant la seconde moitié des années 1930, Gropper consacre son art aux efforts visant à soulever l'opposition populaire au fascisme en Europe.
Le hall d'entrée du bureau de poste Freeport New York présente deux peintures murales de Gropper installées en 1938 et intitulées Air Mail et Suburban Post in Winter. Elles sont incluses dans la liste des biens du registre national des lieux historiques en 1989. Les peintures murales ont été commandées dans le cadre du Treasury Relief Art Project du département du Trésor des États-Unis, qui a commandé des œuvres d'art pour les bâtiments fédéraux existants. Gropper est également un artiste de la Work Projects Administration (WPA).
En raison de son implication dans la politique radicale dans les années 1920 et 1930, Gropper est convoqué devant le comité des activités anti-américaines de la Chambre des représentants en 1953. Cette expérience est une source d'inspiration pour une série de cinquante lithographies intitulée les Caprichos.
Après la Seconde Guerre mondiale, Gropper se rend en Pologne pour assister au Congrès mondial des intellectuels pour la paix de 1948 à Wrocław. Par la suite, il décide de rendre hommage aux juifs morts dans l'Holocauste en peignant chaque année un tableau sur le thème de la vie juive.

### Fin de vie
En 1974, il est élu à la National Academy of Design en tant qu'académicien associé. Gropper meurt des suites d'un infarctus du myocarde à Manhasset, New York, à l'âge de 79 ans.

## Œuvres
- Chinese White: Poems. Avec Gladys Oaks. New York: Melomine Publications, 1922.
- Di Goldene Medina [The Golden Land]. In Yiddish. New York: Freiheit Publishing Co., 1927.
- Alay Oop. New York: Coward-McCann, 1930. Traduction française en 2020[22].
- Gropper. New York: A.C.A. Gallery Publications, 1938.
- Your Brother's Blood Cries Out: Eight Drawings. [No City]: [No Publisher], c. 1944.
- The Little Tailor. New York: Dodd, Mead & Co., 1955.
- Twelve Etchings. New York: Associated American Artists, 1965.